# Thierry Maugenest
 (juillet 2018).
Si vous disposez d'ouvrages ou d'articles de référence ou si vous connaissez des sites web de qualité traitant du thème abordé ici, merci de compléter l'article en donnant les références utiles à sa vérifiabilité et en les liant à la section « Notes et références ».
Pour les articles homonymes, voir Maugenest.
Thierry Maugenest, né à Moulins le 28 septembre 1964, est un écrivain français.

## Biographie
Originaire de l'Allier, il voyage autour du monde pendant plus de dix ans, avant d'évoquer dans ses livres les villes et les pays dans lesquels il a vécu. Ses romans et ses essais sont aujourd’hui publiés dans une dizaine de langues. Il vit aujourd'hui à Aix en Provence.
Thierry Maugenest est également traducteur littéraire.
En 2011, sensibilisé par le sort des enfants chiffonniers du Cambodge, il rassemble des écrivains issus de différents continents et participe à la publication de Clair Obscur, un ouvrage collectif dont les droits sont reversés à l'ONG Pour un sourire d'enfant.

## Écriture romanesque
Si certains romans de Thierry Maugenest, comme La Poudre des rois (2004), Manuscrit MS 408 (2005) ou le récit de science-fiction L'Odyssée d'Amos (2018), sont de facture classique, d’autres ouvrages au contraire rompent radicalement avec les codes de la narration. Ainsi, qu’il s’agisse de récits historiques, policiers ou d’un conte philosophique, l’auteur intègre dans certaines de ses intrigues des éléments traditionnellement étrangers au roman. Avec Venise.net (2003), par exemple, il introduit de manière systématique des e-mails au cœur d’un roman historique. Audimat circus, publié quatre ans plus tard, se présente cette fois comme un kaléidoscope narratif, constitué d’extraits imaginaires de romans à succès ou de pièces de théâtre. Avec Eroticortex (2012), l’auteur pousse plus loin encore son jeu avec la forme romanesque, en bâtissant cette fois une intrigue constituée d’une succession de couvertures de journaux et de magazines. Pour cela, il emprunte à la presse écrite sa graphie, ses mises en page et même des photos, qui introduisent notamment des personnages fictifs.
Dans les romans policiers historiques La Septième Nuit de Venise (2014) Noire Belladone (2015) et La Cité des loges (2016), l'enquête criminelle est chaque fois menée, dans les palais et dédales de La Sérénissime, par le dramaturge italien Carlo Goldoni.
Dans ses romans de rupture avec les conventions narratives, Thierry Maugenest utilise également ce qu’il qualifie de personnages anonymes. Ainsi, plusieurs protagonistes d’Audimat circus ne sont désignés que par un nom, associé à une ville. Dans les pages d’Eroticortex également, de nombreux dialogues mettent en scène des personnages dont le lecteur ignore tout : nom, sexe, âge et nationalité. Car ce qui importe, ce n’est pas qui ils sont, mais ce qu’ils ont à dire.
Malgré (ou grâce à) cette alternance de classicisme formel et d’innovations littéraires, les romans de Thierry Maugenest jouissent dès leur parution d’un excellent accueil du public et de la presse écrite ou audiovisuelle, en France comme à l’étranger. Ses livres sont aussitôt réédités en poche (dans les collections Piccolo de Liana Levi, Folio policier de Gallimard, Points du Seuil ou Le Livre de poche) et en club du livre (France Loisirs, Le Grand Livre du mois, collection du Reader’s Digest, éditions Feryane pour les malvoyants etc.), en plus d'être traduits sur plusieurs continents (notamment par le groupe éditorial Random House/Grijalbo/Mondadori). C’est précisément à l’étranger que les romans de Thierry Maugenest rencontrent leur plus grand succès. Chez l’éditeur russe Geleos, par exemple, ou encore en Espagne et en Amérique latine (où le titre El Lienzo de Tintoretto – Venise.net – est réédité dans la collection Best Seller Debolsillo) ou encore en Italie où La Polvere dei re (La Poudre des rois) intègre la plus ancienne collection de l’éditeur Mondadori : I classici del giallo.
En marge de son œuvre romanesque, Thierry Maugenest a publié deux courts essais consacrés à la littérature. Les Rillettes de Proust (2010) et trois ans plus tard, Bâchez la queue du wagon-taxi avec les pyjamas du fakir (titre pangramme, c’est-à-dire qu’il comporte toutes les lettres de l’alphabet, s’intéressent aussi bien à la poésie qu’à la grammaire, à la syntaxe et à l’évolution de la langue française.
Comme traducteur, il a signé les traductions françaises de romans et d'essais des écrivains italiens Alessandro Gomarasca, Claudio Rendina et Vito Bruschini.

## Prix et récompenses
- Prix du Journal Toulousain 2005 pour La Poudre des Rois
- Cezam Prix Littéraire Inter CE 2005 pour Venise.net
- Prix des Bibliothécaires bretons 2005 pour Venise.net
- Prix littéraire Inter-LP 49 (Maine-et-Loire) 2005 pour Venise.net
- Prix des lecteurs du Saumurois 2005 pour Venise.net
- Médaille d'honneur de la ville de Saint-Barthélemy-d’Anjou en octobre 2005
- Finaliste du prix PACA 2009 avec Audimat Circus
- Lauréat French Voices 2010 décerné par le French American Book Fund pour Audimat circus
- Lauréat d'une mention aux Trophées Tangente [2]remis au musée des Arts et Métiers de Paris le 6 décembre 2023 pour 21 énigmes pour comprendre (enfin!) les maths (Albin Michel)

## Œuvre

### Romans

#### Série policièreCarlo Goldoni
- La Septième Nuit de Venise, Paris, Albin Michel, 2014, 302 pages  (ISBN 9782226256126)
- Noire Belladone, Paris, Albin Michel, 2015, 304 pages  (ISBN 978-2-226-31486-4)
- La Cité des loges, Paris, Albin Michel, 2016, 304 pages  (ISBN 978-2-226-32615-7)

#### Autres romans
- Venise.net, Paris, Liana Levi, 2003, 152 p. (ISBN 2-86746-335-1)
- La Poudre des rois, Paris, Liana Levi, 2004, 216 p. (ISBN 2-86746-370-X)
- Manuscrit ms 408, Paris, Liana Levi, 2005, 177 p. (ISBN 2-86746-402-1)
- Audimat Circus, Paris, Liana Levi, 2007, 296 p. (ISBN 978-2-86746-463-8)
- Eroticortex, Paris, Hugo & Cie, 2012, 134 pages  (ISBN 978-2-7556-0854-0)
- L'Odyssée d'Amos, Paris, TohuBohu, 2018, 300 pages  (ISBN 978-2-37622-029-9)
- La Forteresse du Téhama, TohuBohu, 2019, 243 pages  (ISBN 978-2-37622-087-9)
- L'Évangile selon Tinder, Robert Laffont, 2021, 365 pages  (ISBN 978-2-221-253-632)
- Toutes les mers sont nomades, Amok, 2021, 128 pages  (ISBN 978-2-490-767-113)
- Moi, Madison Washington, Albin Michel,2023, 238 pages  (ISBN 9782226 478726)

### Essais
- Les Rillettes de Proust : et autres fantaisies littéraires, Paris, Hugo & Cie, 2010, 110 p. (ISBN 978-2-7556-0480-1)
- Bâchez la queue du wagon-taxi avec les pyjamas du fakir, Paris, Bayard, 2013, 122 pages  (ISBN 978-2-2274-8605-8)
- Étienne de Silhouette : le ministre banni de l'histoire de France, Paris, La Découverte, 2018, 222 pages  (ISBN 978-2-7071-9761-0)
- Les Spaghettis de Baudelaire, Paris, Omnibus, 2019, 144 pages  (ISBN 978-2-258-16171-9)
- Le Théorème d'hypocrite, Paris, Albin Michel, 2020, 340 pages  (ISBN 9782226446435)
- 21 énigmes pour comprendre (enfin !) les maths, Albin Michel, 2022  (ISBN 978-2226469632)
- Mathématiques de l'amour, Flammarion, Champs Sciences, 2025  (ISBN 978 2080 469380)
- Cezanne à Château Noir, Éditions Hervé Chopin, 2025  (ISBN 978-2357208735)

### Journaux, récits de voyage
- Bab el Bahar : la porte de la mer, Saint-Jean-de-Valériscle, GabriAndre, 2003, 106 p. (ISBN 2-909788-68-7)
- La Provence : de Sisteron à Porquerolles, Barbentane, Équinoxe, 2003, 111 p. (ISBN 2-84135-349-4)
- La Provence : du Ventoux à la Camargue, Barbentane, Équinoxe, 2003, 111 p. (ISBN 2-84135-328-1)

### Autres publications
- Clair Obscur (collectif), Paris, Hugo & Cie, 2011, 157 pages  (ISBN 978-2-7556-0720-8)
- Concours de pastiches proustiens 2020, Textes lauréats et distingués  (collectif), Société des amis de Marcel Proust, 2020,  (ISBN 9782956837336)
- Voyages immobiles en temps de confinement (collectif) Ramsay, 2020,  (ISBN 978-2-8122-0218-6)
- Etrangination (collectif) Amok, 2020,  (ISBN 978-2-490767-08-3)
- La Madeleine de Proust (collectif) Baker Street, 2022  (ISBN 978-2-917559857)
- Le Cercle des polardeux marseillais, Saison 2 (collectif) Melmac 2024  (ISBN 978-2-49275917-8)